# 福華大飯店
福華大飯店，是一家臺灣的星級連鎖飯店。該飯店主要據點位在宜蘭礁溪、臺北市、萬里翡翠灣（2020年4月底結束營運）、桃園市、新竹市、臺中市、高雄市、恆春鎮墾丁等地點。
1984年，福華大飯店經營團隊由廖欽福家族成立於臺北市。日後，該團隊陸續將其據點擴散至臺灣本島各地，並依各地需求設立商務飯店、渡假飯店及酒店式公寓等產品服務。

## 飯店據點
- 台北福華大飯店：台北市大安區（2016年獲頒亞太AA美食獎評審特別獎）[8]
- 新竹福華大飯店：新竹市北區
- 台中福華大飯店：台中市西屯區
- 高雄福華大飯店：高雄市新興區
- 翡翠灣福華渡假飯店：新北市萬里區（2020年4月結束營運[2]）
- 石門水庫福華渡假飯店：桃園市龍潭區
- 墾丁福華渡假飯店：屏東縣恆春鎮
- 台北福華酒店式公寓(天母傑仕堡)：台北市士林區（已結束營運）
- 公務人力發展學院福華國際文教會館：台北市大安區
- 安居台北The Corner House：台北市大安區
- 福華旅邸：台北市松山區（已結束營運）
- 華安大飯店：雲林縣斗六市
- 溪頭福華渡假飯店：南投縣鹿谷鄉溪頭自然教育園區

- 台北福華大飯店
- 翡翠灣福華渡假飯店
- 新竹福華大飯店
- 台中福華大飯店

## 外部連結
- 福華大飯店集團首頁 （页面存档备份，存于）（繁體中文）（简体中文）（英文）（日語）